# Barshin
Barshin (tiếng Ả Rập: برشين) là một ngôi làng Syria nằm ở phó huyện Ayn Halaqim ở huyện Masyaf, Hama. Theo Cục Thống kê Trung ương Syria (CBS), Barshin có dân số 1.155 trong cuộc điều tra dân số năm 2004. Cư dân của nó chủ yếu là Kitô hữu.